# NGC 446
NGC 446 là một thiên hà dạng hạt đậu loại (R) SAB0 ^ 0 nằm trong chòm sao Song Ngư. Nó được phát hiện lần đầu tiên vào ngày 23 tháng 10 năm 1864 bởi Albert Marth (và sau đó được liệt kê là NGC 446); nó cũng được nhìn thấy vào ngày 20 tháng 8 năm 1892 bởi Stéphane Javelle (và sau đó được liệt kê là IC 89). Nó được Dreyer mô tả là "mờ nhạt, rất nhỏ, sao." 